# Harpalus obliquus
Harpalus obliquus es una especie de escarabajo del género Harpalus, familia Carabidae. Fue descrita científicamente por G. Horn en 1880.
Habita en los Estados Unidos.